# Mark Kirchner
Mark Kirchner (narozen 4. dubna 1970 v Neuhaus am Rennweg) je bývalý německý biatlonista.
Reprezentoval Německou demokratickou republiku ("Východní Německo") a sjednocené Německo. Je držitelem čtyř olympijských medailí, z toho dvě jsou individuální - zlato ze sprintu (10 km) na olympijských hrách v Albertville roku 1992 a stříbro ze závodu jednotlivců (20 km) z téže olympiády. Krom toho má dvě olympijská zlata ze štafet, jedno z Albertville, další z následujících her v Lillehammeru z roku 1994. Je rovněž šestinásobným mistrem světa, čtyři tyto tituly jsou individuální, jeden z Osla 1990 (10 km), dva z Lahti 1991 (10 i 20 km) a jeden z Borovecu 1993 (10 km). Jen ten první byl ještě v dresu NDR. Jeho nejlepším celkovým umístěním ve Světovém poháru bylo dvakrát druhé místo (1990-91, 1992-93). Závodní kariéru ukončil roku 1998, ve 28 letech. Poté se stal trenérem biatlonu, v roce 2014 se ujal funkce trenéra německého národního týmu.